# 雅克·希拉克
雅克·勒内·希拉克（法語：Jacques René Chirac，發音：[ʒak ʁəne ʃiʁak] ⓘ；1932年11月29日—2019年9月26日），法国政治家，前法国總統兼安道爾大公，以及1977年至1995年的巴黎市長。希拉克擔任過各種高級職務，包括農業部長和內政部長。
希拉克的內部政策最初包括降低稅率，取消價格控制，對犯罪的懲罰以及企業私有化。在第二任總理任期間奉行這些政策後，他決定不采用自由放任政策。希拉克的經濟政策允許國家控制投資，與英國的撒切尔夫人和約翰·梅傑等政府的自由放任政策不同。由于在伊拉克战争期间积极反战，希拉克获得马来西亚首相马哈迪·莫哈末颁发吉隆坡世界和平奖（Kuala Lumpur World Peace Award）。

## 生平
生于法国巴黎。傑克·希拉克曾经就读于路易勒格朗中學（1950年畢業）、巴黎政治学院（公共服务和政治，1950－1954年就讀）、哈佛大学夏季學校 (1953年就讀)、索米爾裝甲騎兵指揮學院（1956年－1957年，軍種分级1；）、法國國家行政學院公共與政治學碩士學位（1957年－1959年）。原先曾經是法國共產黨的支持者。在夏爾·戴高樂1958年重新上台后，于1962年轉投戴高樂派的共和民主聯盟。
1974年至1976年出任法國總理，其中第二次出任總理是法國第五共和第一次「左右共治」。
1977年至1995年擔任重設的首位巴黎市长，並三次當選，任職長達18年，這個職位為他此後增加政治地位打下基礎。職位原先在巴黎公社以來，因第三共和的政府領導人擔心巴黎市議會選出的市長會有過大的權力而廢除。1981年及1988年兩次參選總統，其中在1988年的結果在第二輪投票敗予社會黨的密特朗。

## 早期政治生活

### 內閣部长：1971–1974年
1974年2月27日，雷蒙·馬切林辭職後，希拉克被任命為內政部長。1974年3月起，蓬皮杜總統委託他進行總統選舉的準備工作，1976年將舉行總統選舉。1974年4月2日，蓬皮杜的突然去世，推進了選舉才得以。
吉斯卡·德斯坦在法國多年來最激烈的競選活動中當選為蓬皮杜的繼任者。新總統選擇了希拉克領導內閣。

### 德斯坦的總理：1974–1976年
吉斯卡·德斯坦擔任總統時，於1974年5月27日提名希拉克為總理，以調和議會中的吉斯卡與非吉斯卡德派別，當時希拉克41歲。希拉克面對了戴高樂主義男爵的敵意。1974年12月，他領導了UDR聯盟。
作為總理，希拉克很快就說服戴高樂主義者相信，儘管吉斯卡總統提議進行社會改革，但戴高樂主義將得以保留。蓬皮杜的兩位前顧問Pierre Juillet和Marie-France Garaud提出了希拉克的建議。這兩人於1974年組織了反對Chaban-Delmas的運動。他們不贊同與德斯坦的主張，認為他的政策使保守的選民感到困擾。
希拉克於1976年辭去了總理職務。他著手在法國幾個保守派政黨之間建立政治基礎。
希拉克擔任總理的第一任期可以說是良政的，任内最低工資和社會福利制度都有所改善。法國後來被認爲是福利國家。

### 巴黎市長
自相矛盾的是，離開內閣的希拉克得益於德斯坦決定在巴黎建立市長辦公室的決定，該決定自1871年公社以來一直處於擱置狀態。1977年，希拉克當選為巴黎市長，
希拉克的支持者指出，作為市長，他提供了幫助老人，殘疾人和單身母親的計劃，並推動了清潔街道服務，同時鼓勵企業留在巴黎。他的反對者提出了不同的看法。

## 政府内的反對派

### 1976－1986年
他任命了後來加入國民陣線的知識分子伊万·布洛特擔任1979年歐洲大選競選活動的負責人。在選舉結果不佳之後，希拉克與加羅德和朱耶特分裂。瑪麗·法蘭西·加洛認爲，希拉克是用雕像用的大理石和同樣的彩陶製成的。他與德斯坦的競爭日益激烈。儘管歷史學家通常將其解釋為波拿巴主義者（希拉克）與奧爾良主義者之間的競爭，但實際上兩人都是奧爾良自由主義者。但是德斯坦說服希拉克采取新戴高樂主義。

### 密特朗的總理：1986－1988年
當RPR/UDF聯盟在1986年大選中贏得國民議會的多數時，密特朗任命希拉克為總理（儘管密特朗内閣的許多人遊說他選擇了雅克·德爾馬斯來代替）。這種前所未有的共治，使希拉克在國內事務中處於領先地位。
希拉克的內閣出售了許多上市公司，延續了1984年至1986年社會黨政府發起的自由化，並廢除了對財富的團結稅。在其他地方，大學改革計劃（Devaquet計劃）在1986年引起了危機，當時一名名叫Malik Oussekine的學生被警察殺害，導致大規模的示威遊行，該提議被撤回。據說在其他學生危機期間，這一事件嚴重影響了希拉克，後者後來在示威遊行期間謹慎對待可能發生的警察暴力事件。
希拉克有關外交的最初舉動之一是召回曾擔任戴高樂及其繼任者非洲事務首席顧問的雅克·福卡（Jacques Foccart）。希拉克與查爾斯·帕斯誇共同創立了戴高樂SAC組織（在奧里奧爾事件後於1982年由密特朗解散）。
據稱他拒絕與讓·勒龐的國民陣線結盟。

### 穿越沙漠：1988－1995年
希拉克在1988年大選中第二次與密特朗對決。他在第一輪投票中獲得20％的選票，但在第二輪投票中以46％的優勢輸了。他從內閣辭職。
1992年，他相信候選人不能在倡導反歐洲政策時成為總統，因此他在《馬斯特里赫特條約》的全民投票中投了贊成票。

## 總統任期

### 第一任期
1995年5月，希拉克代表右派保衛共和聯盟參選總統，在第二輪投票擊敗社會黨的若斯潘成功當選，第一次当选为法国总统，結束左派社會黨長達14年的管治。上任後奉行戴高樂主義。希拉克承認二戰時期維希法國曾協助納粹德國和阿道夫·希特勒迫害猶太人，這是法國總統首次就迫害猶太人進行表態。同年下令执行法國最后一批在太平洋上的核测试。1996年加入《全面禁止核试验条约》。1997年國會選舉，右派保衛共和聯盟選舉失敗，希拉克提名社會黨的若斯潘出任總理，再次出現「左右共治」。2000年經過公投，把總統任期由7年縮短至5年。

### 第二任期
2002年4月21日法國總統選舉第一輪投票中，希拉克取得19.88%選票，极右派國民陣線领导人讓-馬里·勒龐取得16.86%，社會黨的總理若斯潘取得16.18%，意外落敗，極右派候選人首次進入第二輪投票。法國其後出現大規模反極右派的示威。5月5日，在第二輪投票中以81.5%对18.5%的绝对优势击败极右派领导人勒龐成功连任。希拉克連任後，隨即任命右派的拉法蘭出任總理，結束「左右共治」局面。與多個右翼政黨合併后的右派人民運動聯盟其後在國會選舉取得勝利。希拉克在2003年反對美國發動伊拉克戰爭，并曾出访马来西亚会见时任马来西亚首相马哈迪·莫哈末，以展示反对伊拉克战争国家之间的团结精神。2005年歐盟憲法公投被否決，同年巴黎發生抗議，希拉克也在該年患中风入院。2007年希拉克宣布不會再競選總統。

#### 暗殺企圖
2002年7月14日，在巴士底日紀念活動中，希拉克在一支藏在吉他盒中的步槍下倖存。一名刺客向總統車隊開槍，然後被旁觀者壓倒。槍手馬克西姆·布魯內（Maxime Brunerie）接受了精神病學檢查。 

#### 飛行稅
席哈克倡議在機票上課徵飛行稅，用來資助 Unitaid，對抗 AIDS 病毒。

#### 2005年公投
2005年5月29日，在法國舉行了全民公決，以決定該國是否應批准擬議中的《歐洲聯盟憲法》條約。結果有55％的選民以69％的投票率拒絕了該條約，對希拉克和UMP造成了毀滅性打擊。公投失敗後，希拉克以德維爾潘（Domenique de Villepin）取代了總理讓-皮埃爾·拉法蘭。希拉克說，法國新內閣的當務之急是遏制失業率，失業率一直徘徊在10％以上。

#### 2005年抗議
2005年秋季發生抗議後，法國在2006年春發生了大規模的學生抗議活動。

## 晚年
2007年5月16日，卸任法國總統與安道爾大公。希拉克後來被爆擔任巴黎市長期間挪用公款和损害公信力，並於2011年12月15日被判两年有期徒刑、缓期两年执行。鉴于他的年龄、健康状况及社會地位和影響力，不会入狱服刑。他也是第一位被定罪的法国前国家元首。
希拉克晚年罹患阿爾茲海默症。2019年9月26日早上，希拉克在家人陪伴下去世，享年86歲。

## 評價

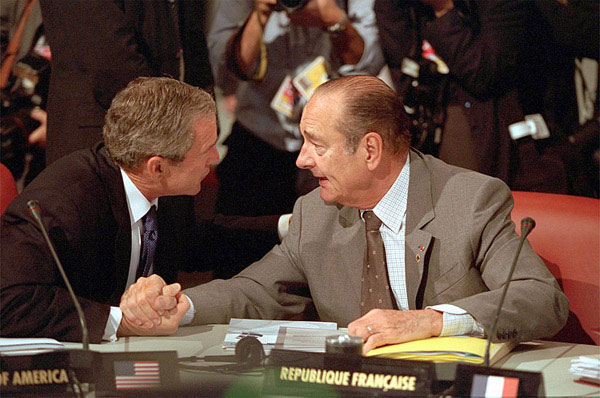
美國總統小布希與傑克·希拉克

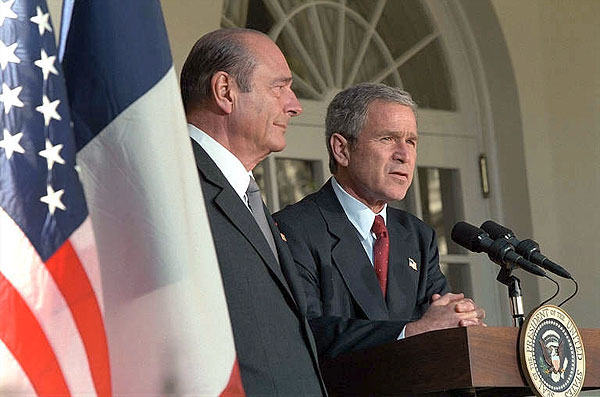
傑克·希拉克與小布希在白宮

1999年美國總統比爾·柯林頓與傑克·希拉克

美國總統小布希卸任後在個人自傳《抉擇時刻》中評價世界各國領導人時寫道，希拉克是“喜歡對別國領導人進行說教的人”、 “不管大到國家政策，還是小到個人價值觀，他似乎總是願意到處演講，推銷自己的觀點”。
马来西亚首相马哈迪·莫哈末向希拉克致敬，并表示如果世界各国领导人都像希拉克一样，和平就会有更好的机会。马哈迪曾说，希拉克是唯一一位与第三世界领导人保持密切联系并试图与大国讲道理的第一世界领导人。
巴黎人報於2015年進行的調查顯示，有63%的法國受調者認為席哈克是稱職的總統；民調機構Yougov於2018年的調查則顯示，他是法國第五共和時期的歷任總統中法國人第二喜歡的總統，僅次於第五共和時期的第一任總統戴高樂。

## 著作
《希拉克回忆录 步步为赢1932-1995》，中文版2010译林出版社

## 家庭
希拉克妻子是貝爾娜戴特·席哈克，共育兩個女兒。1974年进入总理府后，便与美女记者交往，甚至一度考虑离婚，但为了仕途，他打消这一念头，于1976年和情妇分手，最終沒有離婚，不過他的妻子貝娜黛特還是常常找不到丈夫，問司機的話「今晚我丈夫去哪了？」成為八卦名言之一，以法國歷史來看，他已經算是感情上相對穩定的總統，與记者皮埃尔·佩昂（Pierre Péan）进行访谈中，希拉克承認自己一生中與许多女人周旋，但“总是尽可能地低调”。

## 年表
- 1959年 ── 法国审计院助理稽核
- 1962年 ── 政府秘书处特派员、蓬皮杜总理办公室特派员
- 1965年至1993年 ── 法国审计院审核官
- 1965年3月至1977年3月 ── 圣·菲列奥勒市议员
- 1967年3月至5月 ── 克勒兹省议员（后多次当选）
- 1967年至1968年 ── 蓬皮杜政府的就业国务秘书
- 1968年至1971年 ── 蓬皮杜政府的财经国务秘书
- 1970年至1979年3月 ── 克勒兹省议会主席
- 1974年5月27日至1976年8月26日 ── 第一次出任法国总理 (季斯卡政府)
- 1976年12月5日至1994年11月12日 ── 保卫共和联盟主席
- 1977年3月20日至1995年5月16日 ── 巴黎市长
- 1986年3月20日至1988年5月10日 ── 第二次出任法国总理 (密特朗政府)
- 1995年5月7日 ── 首次当选法国总统
- 2002年5月5日 ── 连任法国总统

## 荣誉

### 外国勋章奖章
- 一等白狮勋章附颈饰（捷克，1997年[14]）

## 内阁

### 第一届
第一屆任期：1974年－1976年
- 傑克·希拉克 - 总理(1974年5月28日-1976年8月27日)
- 让·索瓦尼亚格 (Jean Sauvagnargues) - 外交部长
- 傑克·舒福莱 (Jacques Soufflet) - 国防部长
- 米歇尔·波尼亚托夫斯基 (Michel Poniatowski) - 内务部长
- 让-皮埃尔·福卡德 (Jean-Pierre Fourcade) - 经济和财政部长
- 米歇尔·多纳诺 (Michel d'Ornano) - 工业和研究部长
- 米歇尔·杜拉弗 (Michel Durafour) - 劳动部长
- 让·勒卡吕埃 (Jean Lecanuet) - 司法部长
- 勒内·拉比 (René Haby) - 教育部长
- 克里斯蒂安·博内 (Christian Bonnet) - 农业部长
- - 设备部长
- 西蒙娜·薇依- 卫生部长
- 皮埃尔·阿贝兰 - 合作部长
- 樊尚·安斯奎尔 - 商务和手工业部长
- 让-傑克·塞尔旺-施赖贝尔 - 改革部长
- 安德烈·雅罗 - 生活质量部长

人事变动
- 1974年6月9日- 让-傑克·塞尔旺-施赖贝尔离开内阁，没有更换改革部长。
- 1975年1月1日- 伊万·布尔日 继舒福莱任国防部长.
- 1976年1月12日- 让·德利普科夫斯基继阿贝兰任合作部长，雷蒙·巴尔任对外商务部长。安德烈·福塞 继雅罗任生活质量部长

### 第二届
第二屆任期：1986年－1988年
- 傑克·希拉克 - 总理(1986年3月20日-1988年5月12日)
- 让-贝尔纳·雷蒙(Jean-Bernard Raimond) - 外交部长
- 安德烈·吉罗德(André Giraud) - 国防部长
- 夏尔·帕斯夸(Charles Pasqua) -内务部长
- 爱德华·巴拉迪尔- 经济，财政和私有化部长
- 阿兰·马德兰(Alain Madelin) - 工业旅游邮政和电信部长
- 菲利普·塞甘(Philippe Séguin) - 职业和社会事务部长
- 阿尔班·夏隆东(Albin Chalandon) - 司法部长
- 勒内·莫诺利(René Monory) - 教育部长
- 弗朗索瓦·莱奥塔尔(François Léotard) - 文化交流部长
- 弗朗索瓦·纪尧姆(François Guillaume) - 农业部长
- 贝尔纳·庞斯(Bernard Pons) - 海外省和海外领地部长
- 皮埃尔·梅埃涅里(Pierre Méhaignerie) - 房屋，设备，区域规划和运输部长
- 安德烈·罗西诺(André Rossinot) - 议会关系部长
- 米歇尔·欧里亚克(Michel Aurillac) - 合作部长